# 궁동 (서울)
궁동(宮洞)은 서울특별시 구로구에 있는 동이다. 궁동은 법정동으로서 행정동 수궁동에 속해있다. 북쪽은 신월동과, 동쪽은 개봉동과, 남쪽은 오류동과 접하며, 서쪽으로는 온수동과 접하고 있다.

## 유래
궁동이라는 이름은, 조선시대 선조의 일곱째 딸인 정선옹주(貞善翁主)가 출가하여 살던 궁궐같이 큰 집이 있던 데에서 유래한 것이다.

## 역사
- 1914년, 경기도 부천군(富川郡) 계남면(桂南面) 궁리(宮里)가 됨
- 1931년, 계남면이 소사면(素砂面)으로 명칭을 변경하면서 소사면 관할이 됨
- 1941년, 부천군 소사읍 궁리가 됨
- 1963년 1월 1일, 서울특별시 영등포구 오류출장소 관할로 편입됨에 따라 궁동으로 명칭을 변경
- 1968년 1월 1일, 오류출장소 폐지에 따라 영등포구 소속으로 편입
- 1970년 5월 18일, 오류동, 천왕동, 온수동, 궁동, 항동과 함께 오류동사무소 관할로 편입
- 1980년 4월 1일, 구로구가 영등포구로부터 분리되면서 구로구 관할로 편입
- 1988년 7월 1일, 행정동으로 수궁동이 신설되면서 오류1동 관할에서 수궁동 관할로 편입

## 교통
- 도로

경인선을 따라 온수동길이 동 남부를 따라 나있고, 신정로가 동 북부를 지난다. 그리고 궁골길이 동을 남북으로 가로지르며 두 도로를 잇고 있다.
- 대중교통

온수동길로 서울시내 각지로 연결되는 버스들이 지나며, 인근 온수동에 버스 차고지가 위치하고 있기 때문에 다양한 노선들의 이용이 용이하다.

철도의 경우 경인선이 동 남부를 따라 지나가지만, 동 내부에 역이 위치하고 있지는 않다. 인근 온수동의 온수역을 이용해서 서울 지하철 1호선과 서울 지하철 7호선을 이용할 수 있다.

## 문화재
궁동이라는 이름의 유래가 된 정선옹주가 살던 집은 현 서서울생활과학고등학교 부근으로, 현재는 집은 사라지고 그 터를 알리는 비석만이 남아있다.

## 주요 시설
- 관공서
  - 오류119안전센터

- 공공시설
  - 궁동우편취급소
  - 궁동종합사회복지관

- 학교
  - 예림디자인고등학교
  - 서서울생활과학고등학교
  - 서울정진학교
  - 세종과학고등학교
  - 오류고등학교
  - 우신중학교
  - 우신고등학교

## 같이 보기
- 대한민국의 행정 구역